# ريال مدريد موسم 2004–05
موسم 2004–05 هو الموسم الرابع والسبعين لنادي ريال مدريد في الدوري الإسباني. اختتم ريال مدريد الموسم دون تحقيق أي لقب للمرة الأولى منذ موسم 1995-1996.